# Ohoka
Ohoka est une petite localité semi-rurale de la banlieue nord de la cité de Christchurch, située dans l’Île du Sud de la Nouvelle-Zélande.

## Toponymie
Le Ministère de la Culture et du Patrimoine de la Nouvelle-Zélande a donné comme traduction du nom : "place of the stake for a decoy: lieu du bûcher pour un leurre de parrot" pour Ōhoka.

## Éducation
L’école de « Ohoka School » est la seule école de Ohoka : c’est une école publique, mixte, assurant tout le primaire avec un taux de décile de 10 et un effectif de 161 élèves en mars 2019.
Le principal en fonction est Kate McClelland.

## Personnalités notables
Anna Dawson (en), athlète de l’année durant son année de senior au niveau de Stanford. Assure des compétitions pour la Nouvelle-Zélande en équipe lors des championnats : Championnats du monde d'aviron des moins de 23 ans de 2011 à Amsterdam, ramenant une médaille d’argent en "Huit".